# Modelul atomic Thomson

Modelul "cozonacului cu stafide", elaborat de J.J. Thomson

Modelul Thomson este un model clasic care presupune că atomul e  alcătuit din electroni dispuși în interiorul unei sfere cu raza de ordinul 10-10m, încărcate uniform cu o sarcină pozitivă. Modelul este denumit și "cozonacul cu stafide" datorită asemănarii dintre dispunerea particulelor negative în norul de sarcină pozitivă și a stafidelor în aluat. A fost propus de către J.J. Thomson în anul 1904, înainte de descoperirea nucleului atomic. El presupunea că electronii oscilează în jurul unei poziții de echilibru atunci când li se comunică energie, atomul emițând radiații de diverse frecvențe. 

## Deficiențe ale modelului
Una dintre deficiențele modelului consta în faptul că frecvența radiației emise putea avea orice valoare, lucru infirmat de seriile spectrale descoperite experimental.
În 1909, experimentele lui Geiger și Marsden pun în evidență împrăștierea particulelor {\displaystyle \alpha \,} la trecerea printr-o foiță metalică, fenomen ce nu putea fi explicat pe baza modelului Thomson. Ernest Rutherford, în 1911,
 a intuit că sarcina pozitivă este concentrată într-un volum mic în interiorul atomului. El a elaborat un model planetar care considera că atomul este format dintr-un nucleu pozitiv de rază 10-14÷10-15m în jurul căruia se rotesc electronii, pe orbite circulare.